# Vit papegojblomma
Vit papegojblomma (Strelitzia nicolai) är en art i familjen papegojblomsväxter från södra Afrika, från östra Zimbabwe till östra Sydafrika och östra Botswana. Den är vanlig som prydandsväxt i tropiska och subtropiska länder. Arten kan odlas i växthus men kräver stort utrymme, näringsrik jord och gott om sol.
Vit papegojblomma är ett flerstammigt träd som kan bli upp till 12 meter högt. Stammen vedartad, grå med ärr från tidigare blad. Bladen är långskaftade och bladskivorna blir upp till två meter långa och 80 cm breda, de är glänsande grågröna i färgen. Bladen är egentligen enkla, men slits sönder av vinden och liknar med tiden stora fjädrar. Blomställningen består av tre till fem båtformade, mörkt violetta högblad. Blommorna sitter flera tillsammans och slår ut efter varandra. De yttre hyllebladen är vita, medan de två inre har växt samman till ett blått spjutlikanade organ som innehåller både ståndarna och pistillen. Arten blommar året om, men mest intensivt under vår och sommar.

## Etymologi
Namnet Strelitzia hedrar Charlotte av Mecklenburg-Strelitz, hustru till kung George III och tillika drottning av England. Artepitetet hedrar storhertigen Nikolaj Nikolajevitj. Han var sonson till tsar Nikolaj I och son till storfurst Nikolaj och Alexandra av Oldenburg.

## Användning
Förutom att vit papegojblomma odlas som prydnadsväxt har den även andra användningsområden. Bladtjälkarna kan torkas och användas till att göra rep. Dess omogna frön är ätliga och välsmakande.

### Webbkällor
- Letsela, M. & Reynolds, Y. 2002. Strelitzia nicolai i PlantZAfrica.com. South African National Biodiversity Institute, Sydafrika.